# Villa Alta, Santa María Chilchotla
Villa Alta är en ort i Mexiko.   Den ligger i kommunen Santa María Chilchotla och delstaten Oaxaca, i den sydöstra delen av landet, 280 km öster om huvudstaden Mexico City. Villa Alta ligger 307 meter över havet och antalet invånare är 126.
Terrängen runt Villa Alta är varierad. Runt Villa Alta är det ganska tätbefolkat, med 65 invånare per kvadratkilometer. Närmaste större samhälle är Barranca Seca, 2,7 km väster om Villa Alta. I omgivningarna runt Villa Alta växer i huvudsak städsegrön lövskog.